# SAI.207 (航空機)
SAI.207
SAI.207
- 用途：軽戦闘機
- 製造者： SAI アンブロジーニ
- 初飛行：1940年
- 生産数：14機

SAI.207 は第二次世界大戦中にイタリアで生産された戦闘機である。有名なレーサー機SAI.7から発展した全木製の軽戦闘機で高性能を示したが、イタリアの敗戦により極少数しか生産されなかった。

## 概要
アンブロシーニSAI.207は、1939年のエアレースで速度記録を樹立したレーサー機SAI.7を発展させて作られた迎撃用の軽戦闘機である。
アンブロシーニ社ではSAI.7をベースにして複座練習戦闘機を少数製作したが、この機体に540hpのエンジンを搭載した戦闘機（SAI.107）を試作した。この機体は、最高速度560km/hという一応の性能を示した。
続いて、さらに高出力のエンジンを搭載した機体として開発されたのがSAI.207である。試作機は1942年に完成しすぐにイタリア空軍に採用され、2000機の大量発注を受けた。SAI.207は、全木製の簡単な構造で750hpの低出力エンジンを搭載していた割には、最高速度は620km/hを超え上限高度は12,000mに達する高性能機であった。急降下速度は960km/hに達した。また、戦略物資を用いない安価な機体であることも、イタリア空軍関係者から評価された。
しかし、エンジンをイゾッタ・フラスキーニ・デルタRC.21/60に換装し全長・全幅を拡大させた試作3号機がより高性能を示した為、こちらをベースにしたSAI.403を大量生産することに空軍が方針を切り替えてしまった。そのため、SAI.207は14機完成したところで生産中止された。完成した機体の一部は部隊配属されたが、ほどなくイタリアは降伏したためほとんど実戦には参加することなく終わった。SAI.403は、イタリア降伏時には生産準備中で量産されていない。
なお戦後、本機をベースにした戦闘練習機S.7が約150機作られ、イタリア空軍で1956年まで使用された。

## 仕様
（SAI.207 ）
- 全長： 8.02 m[1]
- 全幅： 9.00 m[1]
- 全高： 2.88 m
- 翼面積： 13.9 m2
- 全備重量： 2,415 kg
- エンジン： イソッタ・フラスキーニ・デルタRC.40[1] 空冷12気筒V型 750 hp
- 最大速度： 636 km/h[1]
- 実用上限高度： 10,200 m
- 航続距離： 950 km
- 武装
  - 12.7 mm機銃 × 2
  - 20 mm機関砲 × 2（一部装着していない機体もあった）
- 乗員： 1名

（SAI.403 ）
- 全長： 8.20 m
- 全幅： 9.80 m
- 全高： 2.88 m
- 全備重量： 2,640 kg
- エンジン： イゾッタ・フラスキーニ・デルタRC.21/60 空冷12気筒V型 750 hp
- 最大速度： 650 km/h
- 実用上限高度： 12,000 m
- 航続距離： 935 km
- 武装
  - 12.7 mm機銃 × 2
  - 20 mm機関砲 × 2
- 乗員 1名